# 명-투루판 분쟁

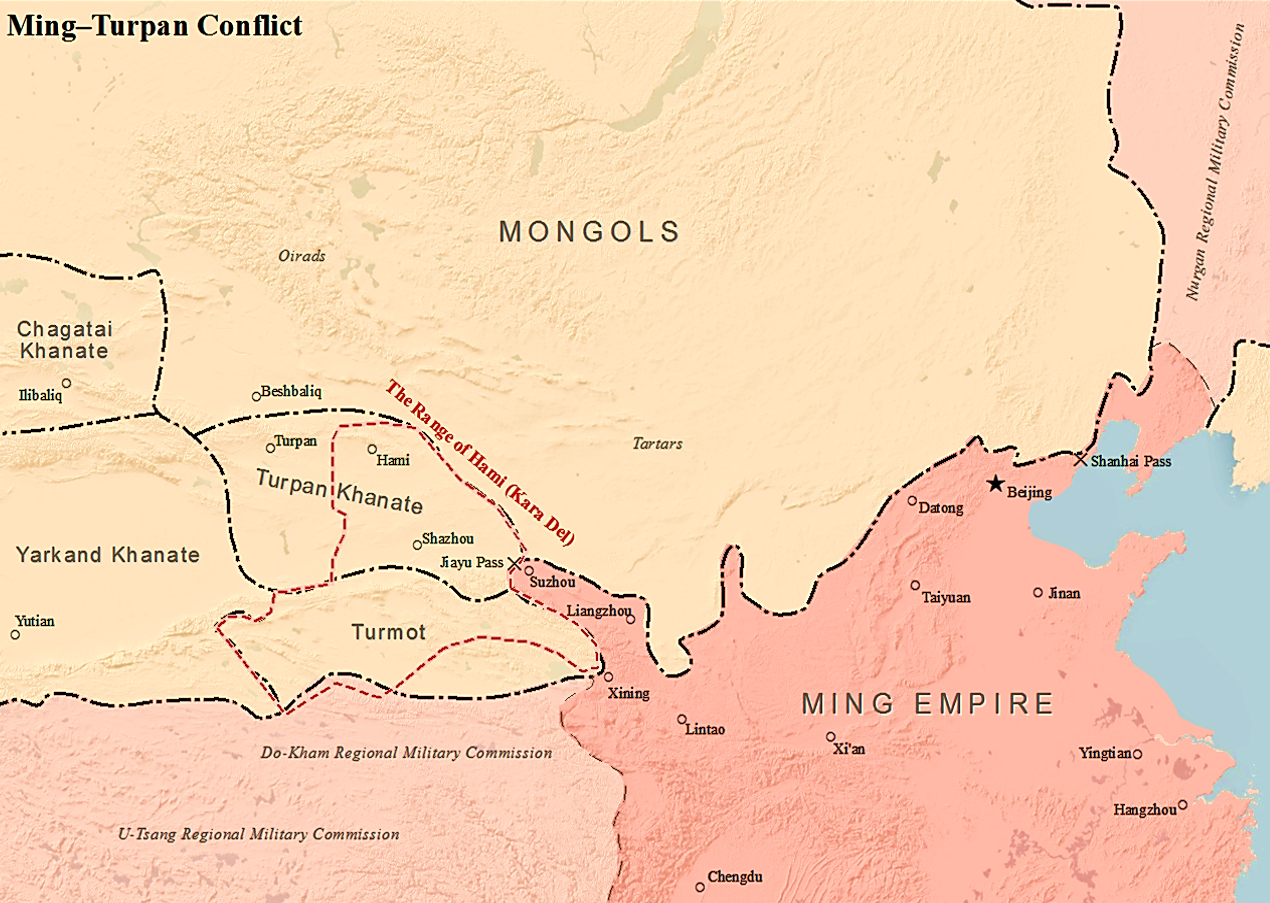
명나라와 투루판 지역의 칸국 간의 분쟁을 묘사한 지도

명-투루판 분쟁은 명나라와 투루판 지역의 칸국과 일어난 분쟁을 가리킨다. 국경 지역에서의 분쟁, 투루판 칸위의 계승, 무역 문제와 같은 내외적인 문제들이 원인으로 작용하였다. 명나라는 1404년에 하미시를 점령하고 이를 하미현으로 바꾸었다. 1406년에는 투루판 지방의 칸에게 승리하였다.
1443, 1445, 1448년에 북원의 대칸 에센 타이시의 지휘 아래 오이라트족들이 하미현을 침략하여 점령하였다. 그러자 당시 투루판 지방의 지도자이던 유누스 칸은 1473년에 다시 하미 지방을 되찾았다. 하지만 이후 명나라가 쳐들어와 일시적으로 유누스 칸을 쫓아냈으나, 명군이 철수한 이후 다시 점령하였다. 에센 타이시의 오이라트 군대는 1482년과 1483년에 2번 더 하미 지방을 침공한다.
1491년에 명나라 조정은 옛 원나라 왕족인 참파 왕자를 하미의 지배자로 임명하고, 하미 지방에 거주하는 주민들 중 대표자들을 뽑아 '투투'라는 칭호를 부여한 다음 지방을 안정화시키는 임무를 맡겼다. 한편 유누스 칸의 아들 아흐메드는 1493년에 하미현을 침략, 점령한 다음 참파 왕자와 그 곳에 거주하는 명나라 관리들을 사로잡았다. 명나라는 즉시 경제적인 제재를 가했으며, 간쑤성에 사는 모든 위구르 인들을 쫓아냈다. 이로 인해 투루판 지역의 경제는 급격히 추락했고, 아흐메드는 그 곳을 떠날 수 밖에 없었다. 명나라 대군이 투루판 지역으로 몰려오자, 아흐메드는 그가 명나라의 황제보다 서열이 낮음을 인정하고 참파 왕자를 정당한 하미의 지배자로 인정하게 된다. 한편 명나라가 임명한 투투들 중 하나이자 무슬림이었던 사이드 후세인은 1494년 7월에 아흐메드의 침략을 피해 중국으로 달아났지만, 곧 아흐메드와 공모하여 권력을 잡으려 하였다. 하지만 아흐메드가 명나라에 항복하면서 그의 음모는 실패로 돌아가고, 사이드 후세인은 1516년에 잡혀 베이징으로 호송되었다. 하지만 당시 명나라의 황제였던 정덕제는 그의 뛰어난 외모를 보고 호감을 가져, 그의 동성애 연인으로 삼아 남색을 즐겼다고 한다.
16세기 동안 명나라는 아흐메드의 아들인 만수르와 오이라트 족들 사이에서 일어난 분쟁들을 다루고 진압하는데에 애를 먹었다. 1517, 1524, 1528년에 투르판 지방에서 반란이 일어났으며, 1517년에는 하미 지방을 점령하였으며 1524년에는 아예 2만 명의 군사를 거느리고 쑤저우를 침공하였다. 하지만 곧 명나라 군대에 의해 쫓겨났다. 이후 명나라는 투루판 지역에 부과된 경제 제재를 풀어주지 않았다.

## 같이 보기
- 서역